# گمینا سوخوژبره
گمینا سوخوژبره (به لهستانی:  Gmina Suchożebry) یک گمینا در لهستان است که در شهرستان شدلتسه واقع شده‌است. گمینا سوخوژبره ۱۰۰٫۷۱ کیلومتر مربع مساحت و ۴٬۷۳۰ نفر جمعیت دارد.